# Nadine Gobet
Pour les articles homonymes, voir Gobet.
Nadine Gobet, née le 18 novembre 1969 à Lausanne (originaire de Massonnens), est une personnalité politique suisse, membre du Parti libéral-radical.
Elle est députée du canton de Fribourg au Conseil national depuis fin 2023.

## Biographie
Nadine Gobet naît le 18 novembre 1969 à Lausanne. Elle est originaire de Massonnens, dans le district de la Glâne. Elle a deux frères cadets. Leur père, Jean-Élie, membre du Parti démocrate-chrétien, travaille alors pour La Poste. La famille vit à Lausanne à la naissance de Nadine Gobet et déménage à Romont quand celle-ci a 4 ans.
Elle fait sa scolarité obligatoire à Romont, puis ses études secondaires supérieures au Collège Sainte-Croix à Fribourg. Elle s'inscrit ensuite à la faculté de droit de l'Université de Fribourg, où elle obtient un master en juillet 1994. 
Elle est engagée la même année par la Fédération patronale et économique à Bulle, en qualité de secrétaire patronale et juriste. Elle devient directrice adjointe de la fédération en 2006, puis directrice en septembre 2015,. Elle est en parallèle nommée juge au Tribunal de la Glâne en 1996 puis vice-présidente du Tribunal de la Gruyère.
En 1997, elle quitte Romont pour s'établir à Bulle. Son compagnon meurt en 2016.

## Politique

### Parcours
Elle siège au Grand Conseil du canton de Fribourg depuis la fin 2006, et jusqu'à son élection au parlement fédéral,.
Elle est candidate au Conseil national en 2015 et 2019, terminant les deux fois juste derrière le dernier candidat élu. Elle est élue à sa troisième tentative en octobre 2023, parvenant à conserver le siège libéral-radical de Jacques Bourgeois ; sa vidéo d'entrée en fonction est remarquée,. Elle siège au sein de la Commission des affaires juridiques (CAJ).

### Autres mandats
Elle siège au Conseil d'administration des Transports publics fribourgeois depuis 2016[réf. nécessaire] et en assume la vice-présidence. 
Elle gère par ailleurs l'Association Régionale La Gruyère, qui regroupe 25 communes du district, ainsi que la société des Remontées mécaniques fribourgeoises.